# Sunnyvale (Texas)
Sunnyvale és una població dels Estats Units a l'estat de Texas. Segons el cens del 2006 est. tenia 4.148 habitants.

## Demografia
Segons el cens del 2000, Sunnyvale tenia 2.693 habitants, 891 habitatges, i 775 famílies. La densitat de població era de 62,1 habitants per km².
Dels 891 habitatges en un 43,3% hi vivien nens de menys de 18 anys, en un 78,8% hi vivien parelles casades, en un 5,1% dones solteres, i en un 13% no eren unitats familiars. En l'11,2% dels habitatges hi vivien persones soles el 4,5% de les quals corresponia a persones de 65 anys o més que vivien soles. El nombre mitjà de persones vivint en cada habitatge era de 3,02 i el nombre mitjà de persones que vivien en cada família era de 3,27.
Per edats la població es repartia de la següent manera: un 29,6% tenia menys de 18 anys, un 5,1% entre 18 i 24, un 25,7% entre 25 i 44, un 30,7% de 45 a 60 i un 9% 65 anys o més.
L'edat mediana era de 41 anys. Per cada 100 dones de 18 o més anys hi havia 97,8 homes.
La renda mediana per habitatge era de 86.952$ i la renda mediana per família de 98.999$. Els homes tenien una renda mediana de 63.750$ mentre que les dones 37.297$. La renda per capita de la població era de 38.910$. Aproximadament el 2,5% de les famílies i el 3,2% de la població estaven per davall del llindar de pobresa.

## Poblacions properes
El següent diagrama mostra les poblacions més properes.